# ملعب مركز يوانشن الرياضي
ملعب مركز يوانشن الرياضي هو ملعب كرة قدم متعدد الأغراض يقع في شانغهاي، الصين، يتسع لـ 16000 متفرج. تم افتتاحه في 2000.